# Łyniec
Łyniec – wieś w Polsce położona w województwie kujawsko-pomorskim, w powiecie chełmińskim, w gminie Stolno.

## Podział administracyjny
W latach 1939–1945 położona była w okręgu Rzeszy Gdańsk-Prusy Zachodnie, w rejencji bydgoskiej (Regierungsbezirk Bromberg), w powiecie Chełmno (Kreis Kulm).
W latach 1975–1998 miejscowość administracyjnie należała do województwa toruńskiego.

## Demografia
Według Narodowego Spisu Powszechnego (III 2011 r.) wieś liczyła 90 mieszkańców. Jest szesnastą co do wielkości miejscowością gminy Stolno.

## Historia
Wieś rycerska, pisana do 1647 roku jako Młyniec. W XV wieku w posiadaniu rodu von Ostan, w 1667 roku miejscowość należała do Konarskich. 
W XIX wieku we wsi było 7 domów zamieszkałych przez 83 katolików.  W tym czasie majątek łyniecki był w posiadaniu Lazarusa Dawida, później przeszedł w ręce Stanisława Slaskiego. 
W pierwszej części XX wieku Łyniec należy do Witolda Slaskiego, Małgorzaty Bischof z domu Winter oraz Jakuba Szymańskiego. Ziemie w 1924 roku po Witoldzie Slaskim kupuje we wsi Karol Udałowski z Grudziądza, po II wojnie światowej Łyniec przejmuje skarb państwa. W latach 1939 - 1942 nazwą wsi było Lienitz, lecz po przeprowadzonej zamianie nazw miejscowości w Okręgu Rzeszy Gdańsk-Prusy Zachodnie, w latach 1942 - 1945 nazywała się Linietzfließ (lub Lienitzfließ). Pod okupacją niemiecką miejscowość ta posiadała statu wieś. 

## Zabytki
Według rejestru zabytków NID na listę zabytków wpisany jest park dworski z 1 połowy XIX w., nr rej.: A/467 z 6.03.1985.